# Nicolae Neguț
Nicolae Neguț (ur. 17 października 1945 w Bukareszcie) – rumuński zapaśnik walczący w obu stylach. Dwukrotny olimpijczyk. Szósty w Monachium 1972 w stylu klasycznym. Czwarty w Meksyku 1968 w stylu klasycznym i odpadł w eliminacjach w stylu wolnym. Walczył w kategorii 87 – 97 kg.
Brązowy medalista mistrzostw świata w 1969; czwarty w 1971 i 1973. Piąty na mistrzostwach Europy w 1968 i 1972. Trzeci na uniwersjadzie w 1973 roku.